# Апремон-сюр-Алье
Апремо́н-сюр-Алье́ (фр. Apremont-sur-Allier) — коммуна во Франции, в кантоне Ла-Герш-сюр-л’Обуа округа Сент-Аман-Монтрон, департамент Шер, 
Центр — Долина Луары. Входит в список «Самых красивых деревень Франции».
Код INSEE коммуны — 18007.

## География
Коммуна расположена приблизительно в 230 км к югу от Парижа, в 140 км юго-восточнее Орлеана, в 55 км к востоку от Буржа. Вдоль восточной границы коммуны протекает река Алье.

## Население
Население коммуны на 2008 год составляло 76 человек.
| 1962 | 1968 | 1975 | 1982 | 1990 | 1999 | 2008 |
| ---- | ---- | ---- | ---- | ---- | ---- | ---- |
| 208  | 180  | 144  | 106  | 83   | 87   | 76   |

## Администрация
| Период | Период | Фамилия           | Партия | Примечания |
| ------ | ------ | ----------------- | ------ | ---------- |
| 2001   | 2008   | Мишель Милаво     |        |            |
| 2008   | 2014   | Натали де Бартийя |        |            |

## Экономика
В 2007 году среди 51 человека в трудоспособном возрасте (15-64 лет) 42 были экономически активными, 9 — неактивными (показатель активности — 82,4 %, в 1999 году было 66,1 %). Из 42 активных работали 37 человек (22 мужчины и 15 женщин), безработных было 5 (2 мужчин и 3 женщины). Среди 9 неактивных 0 человек были учениками или студентами, 6 — пенсионерами, 3 были неактивными по другим причинам.

## Достопримечательности
- Замок Апремон-сюр-Алье. Исторический памятник с 1989 года[4]

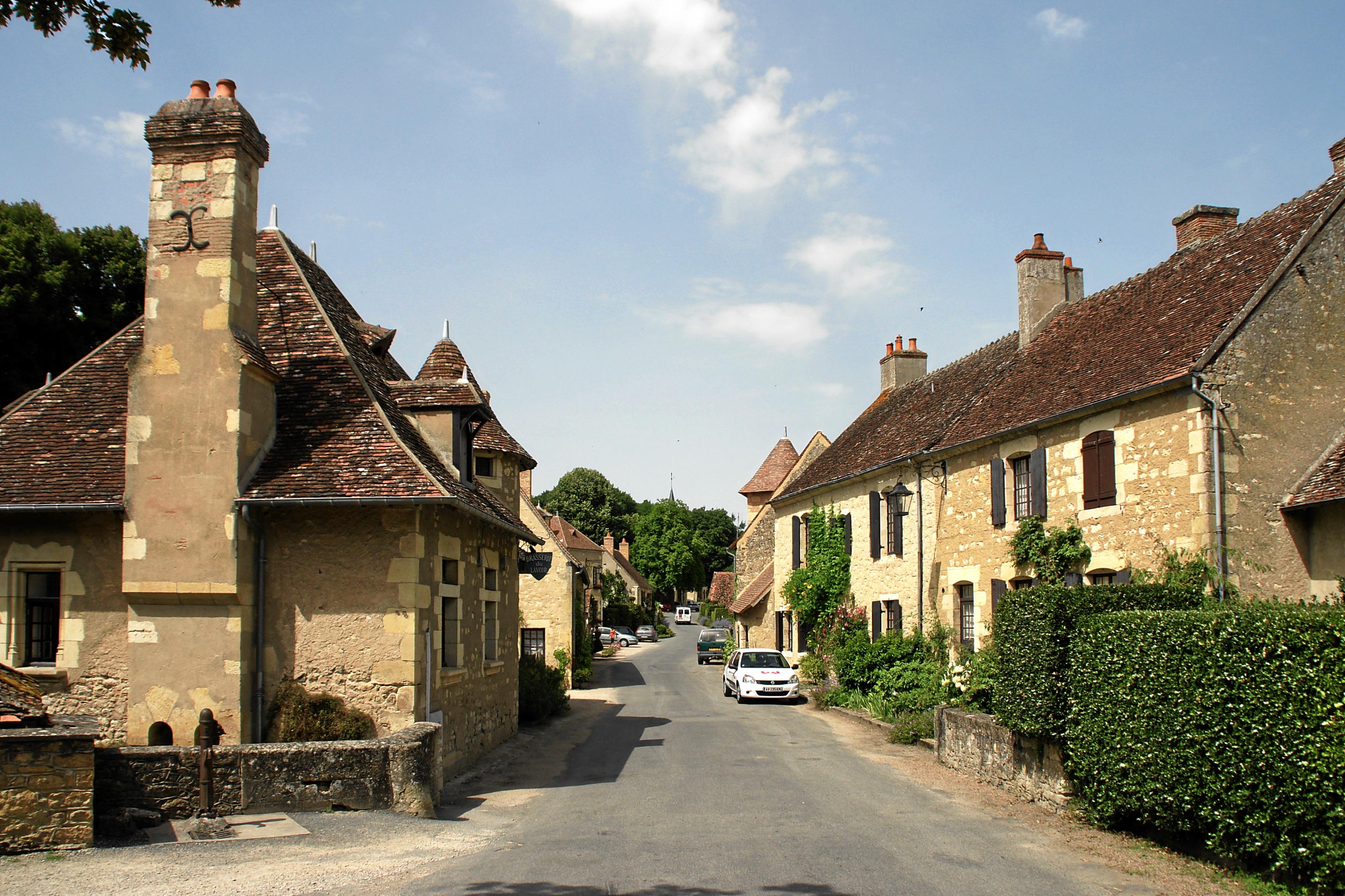
Улица Апремона
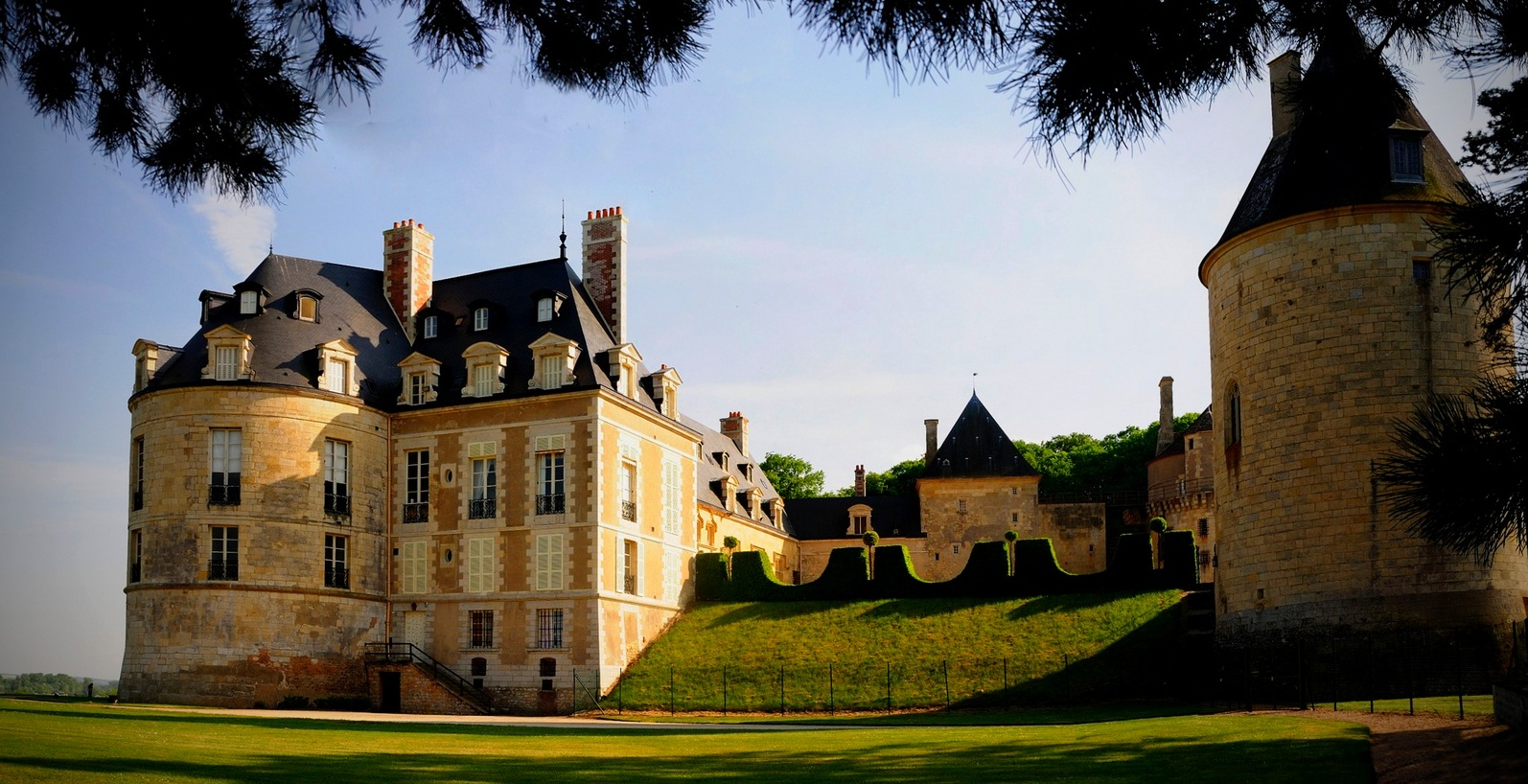
Замок Апремон-сюр-Алье
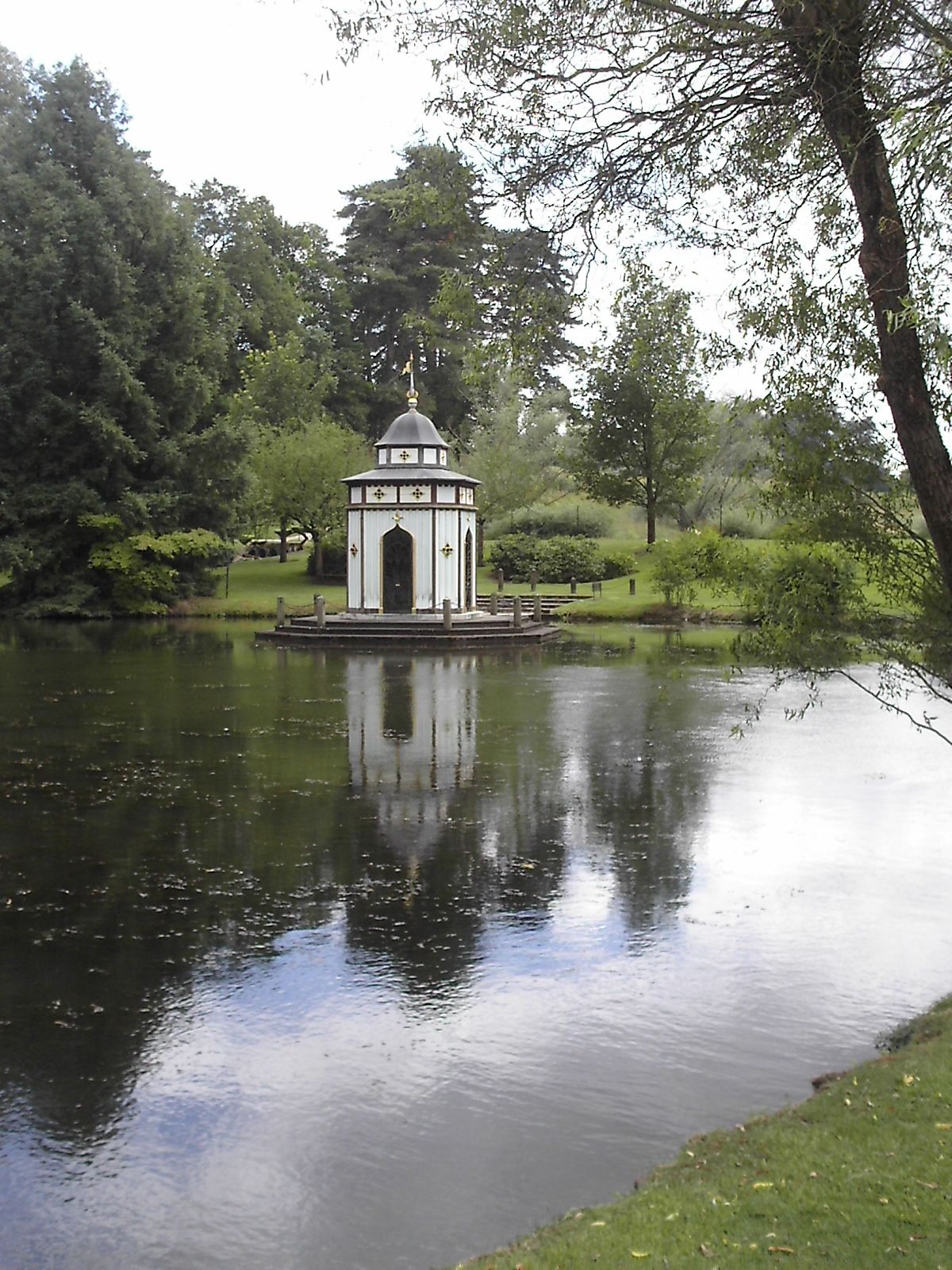
Турецкий павильон в парке замка Апремон
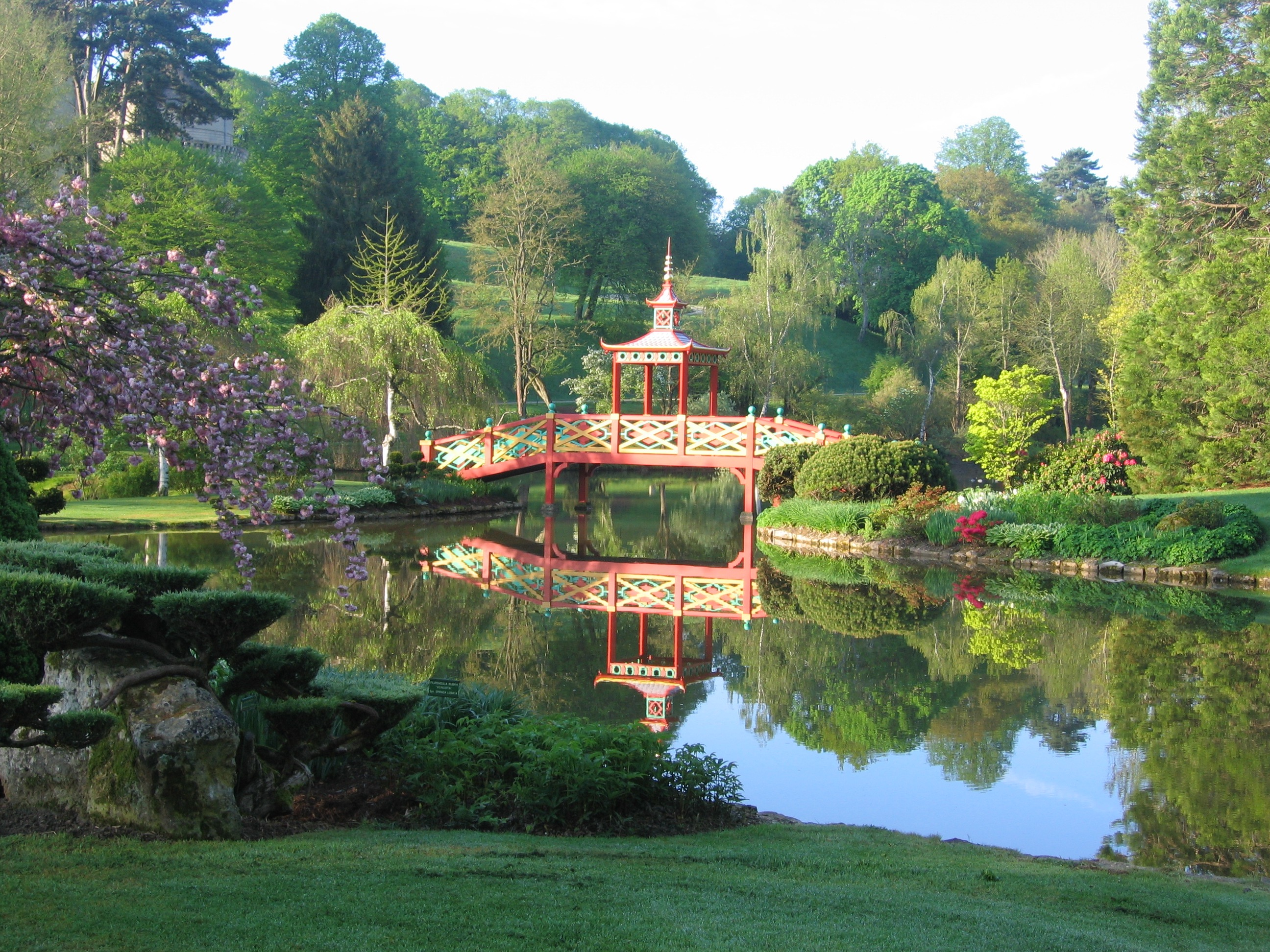
Китайский мостик-пагода в парке замка
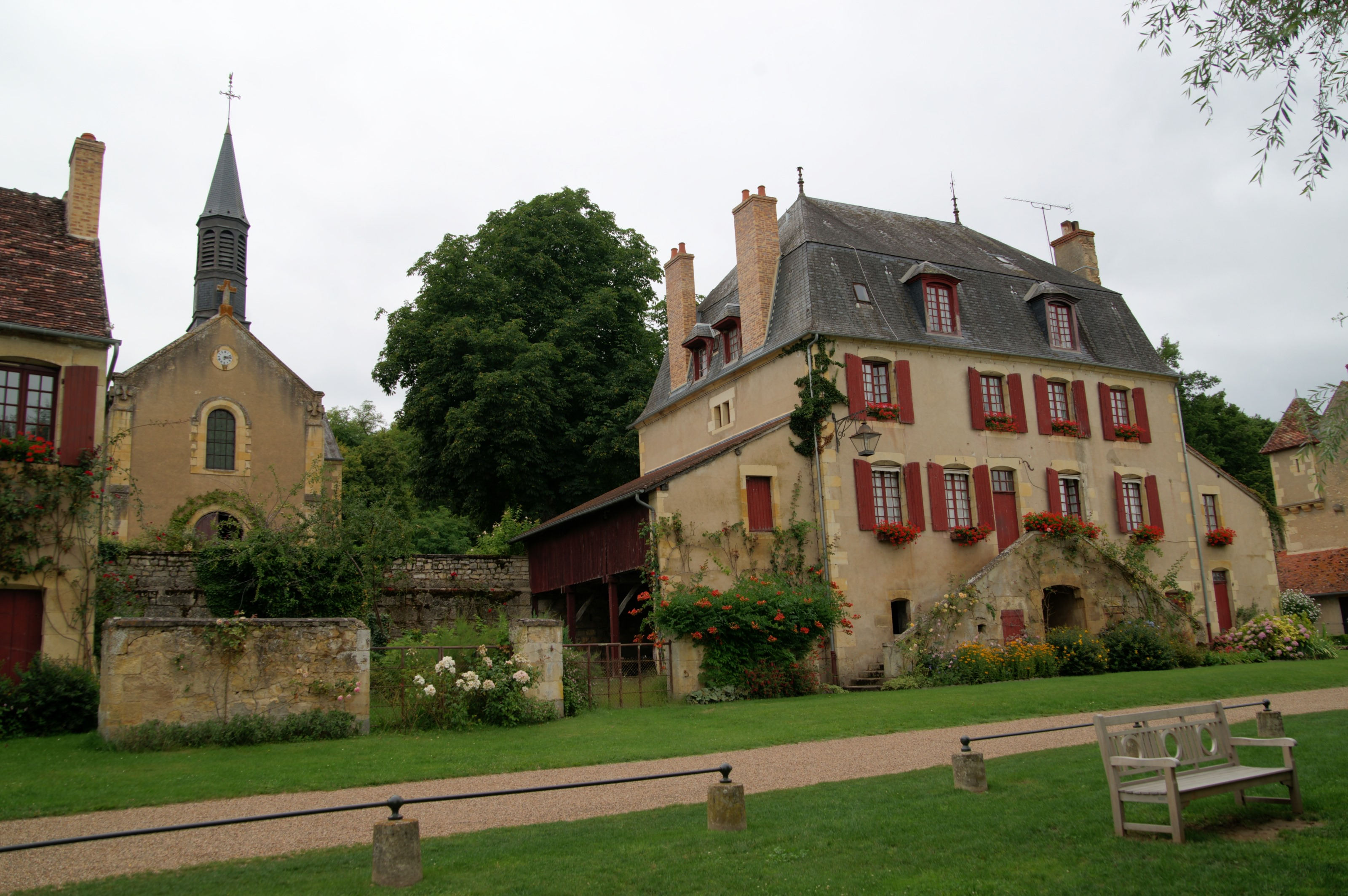
Церковь